# Solanum maranguapense
Solanum maranguapense är en potatisväxtart som beskrevs av Friedrich August Georg Bitter. Solanum maranguapense ingår i släktet skattor som ingår i familjen potatisväxter. Inga underarter finns listade i Catalogue of Life.

## Bildgalleri

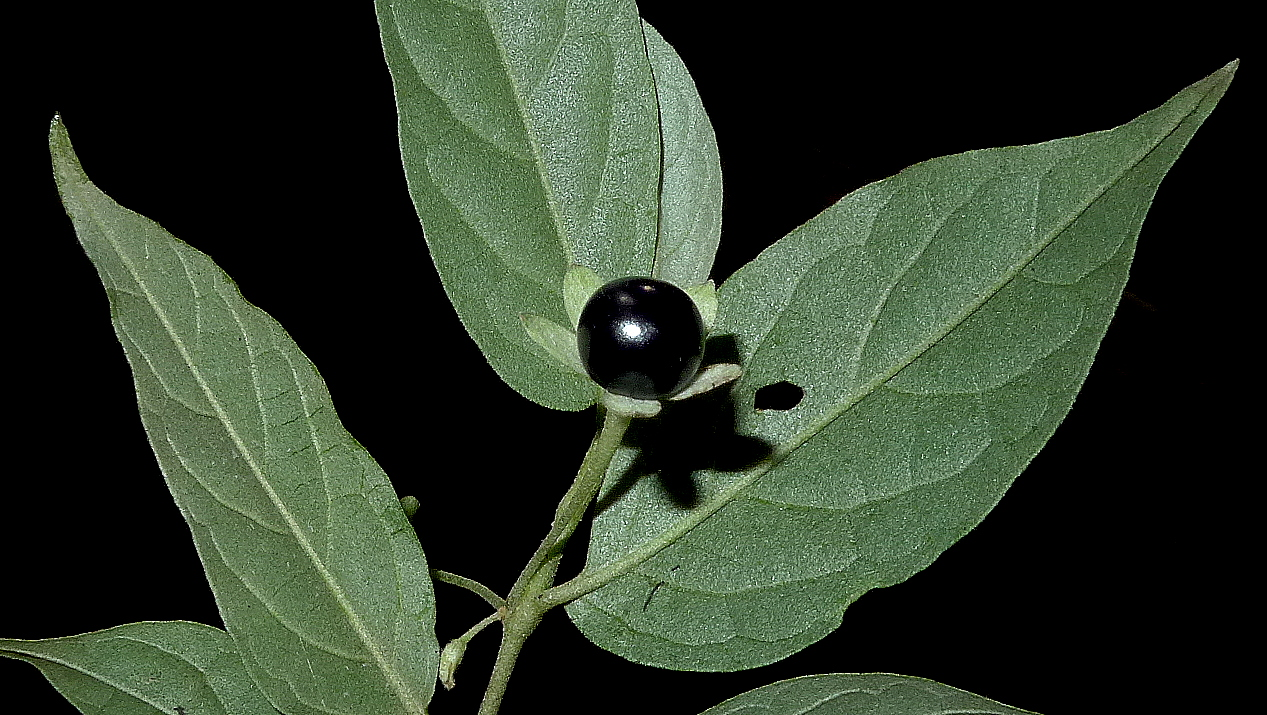
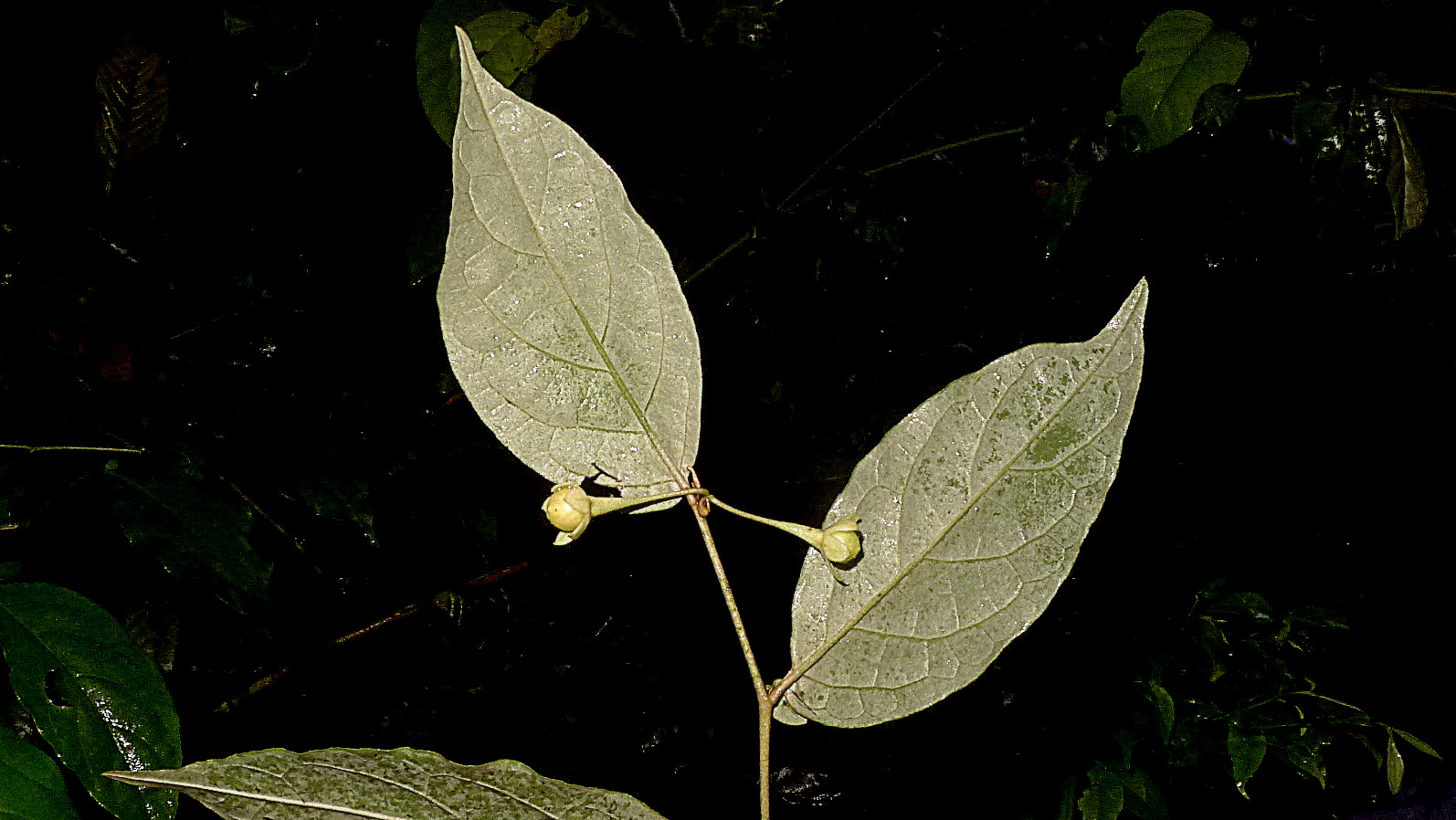
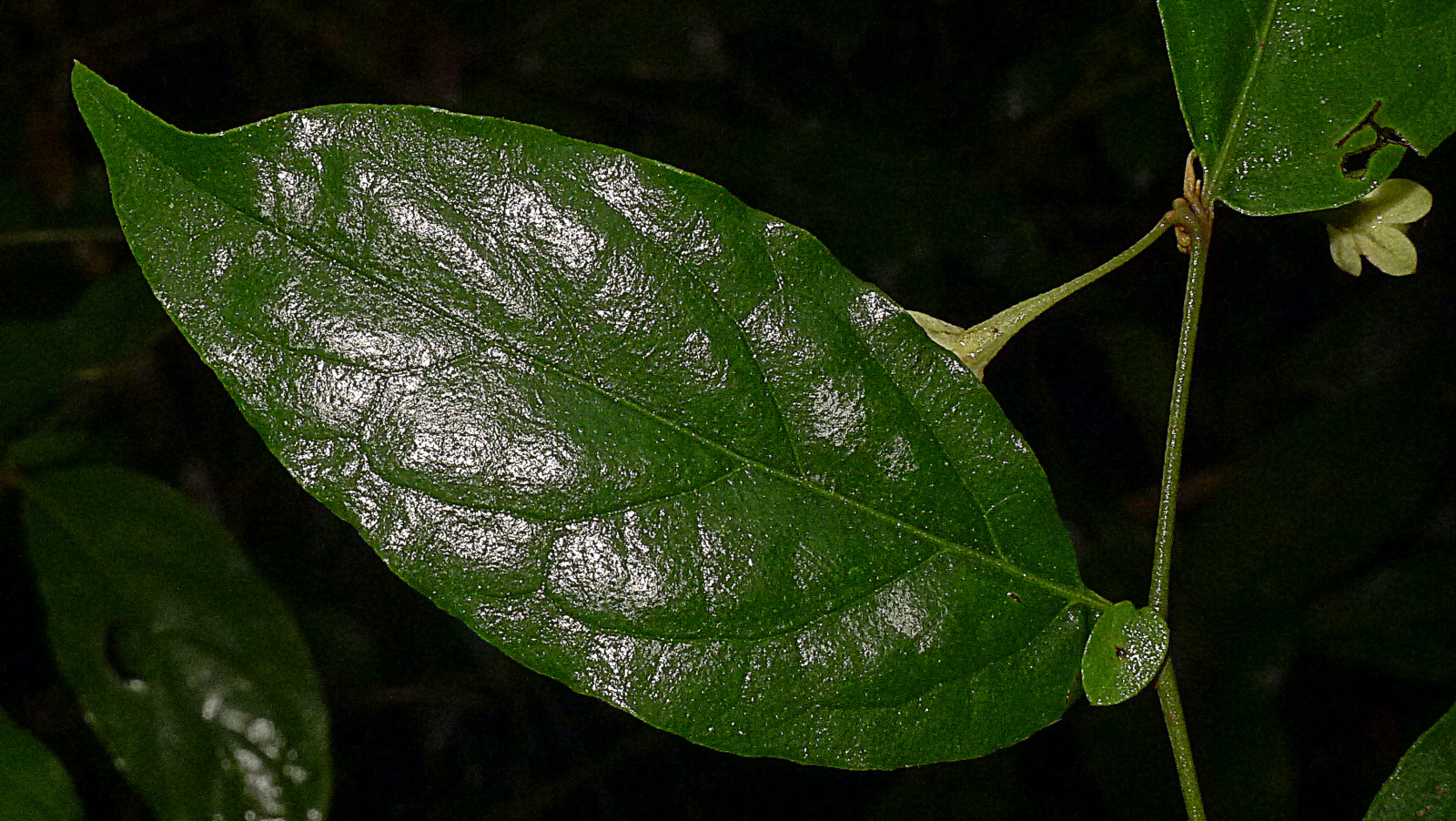
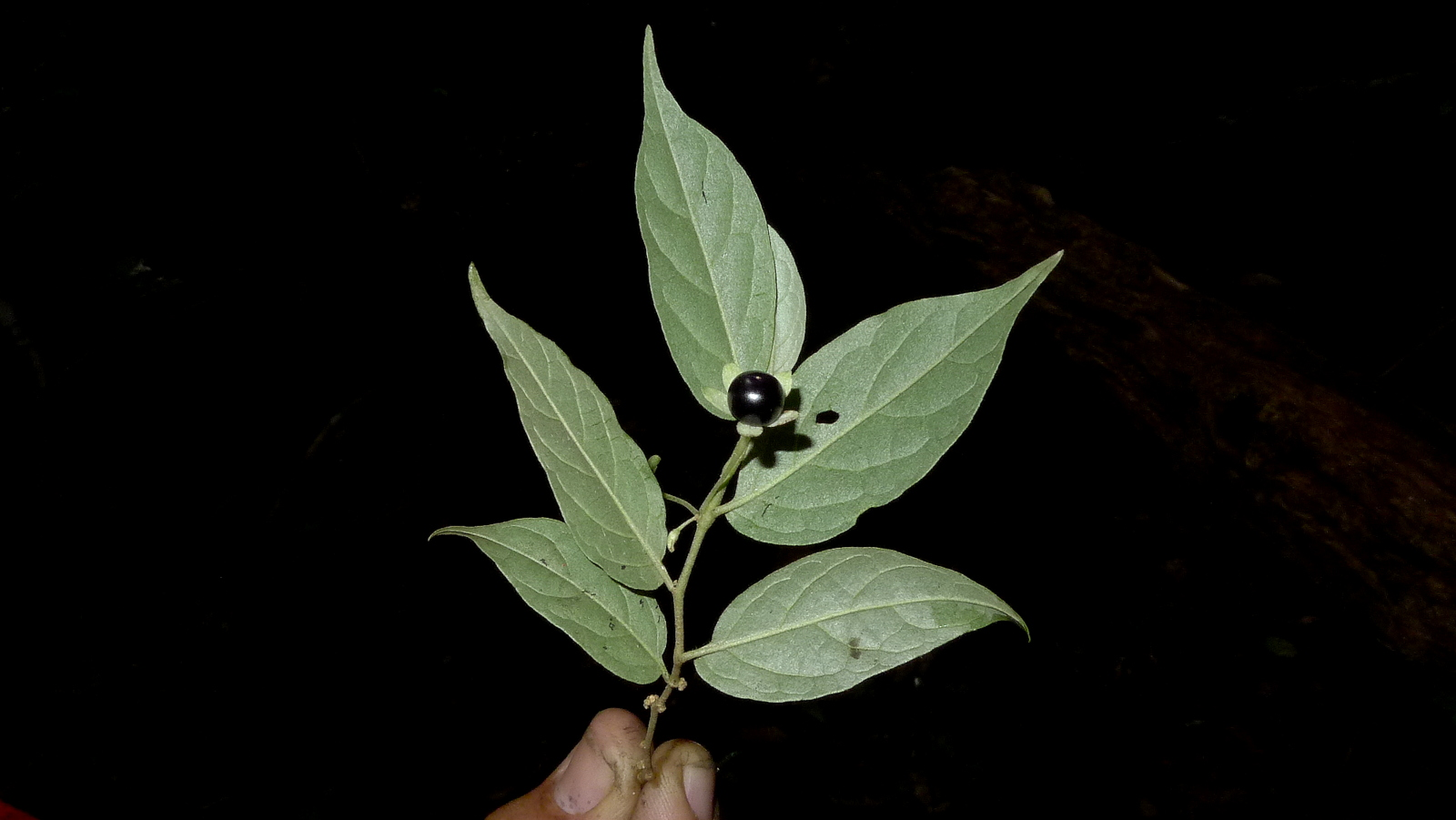
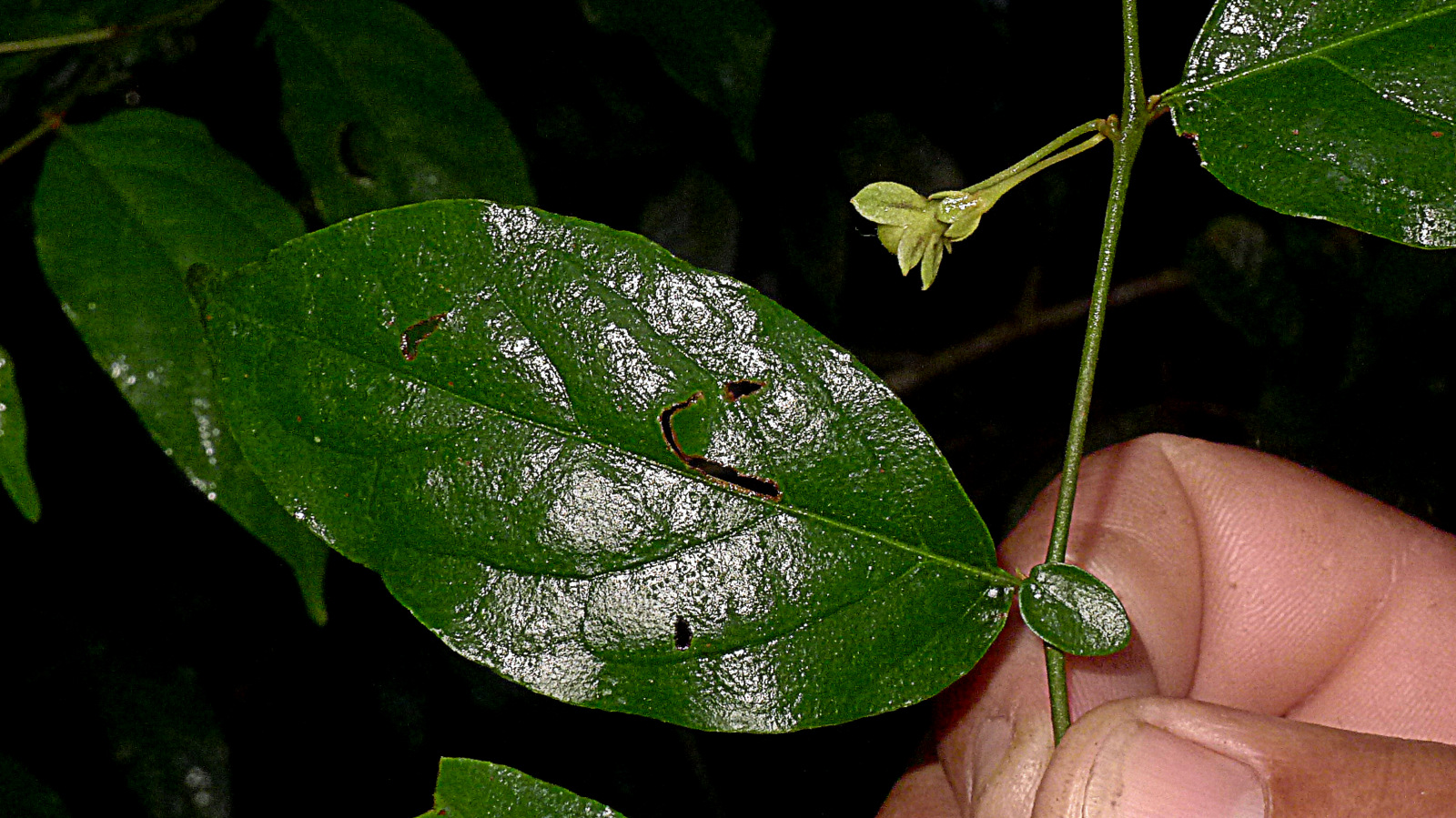
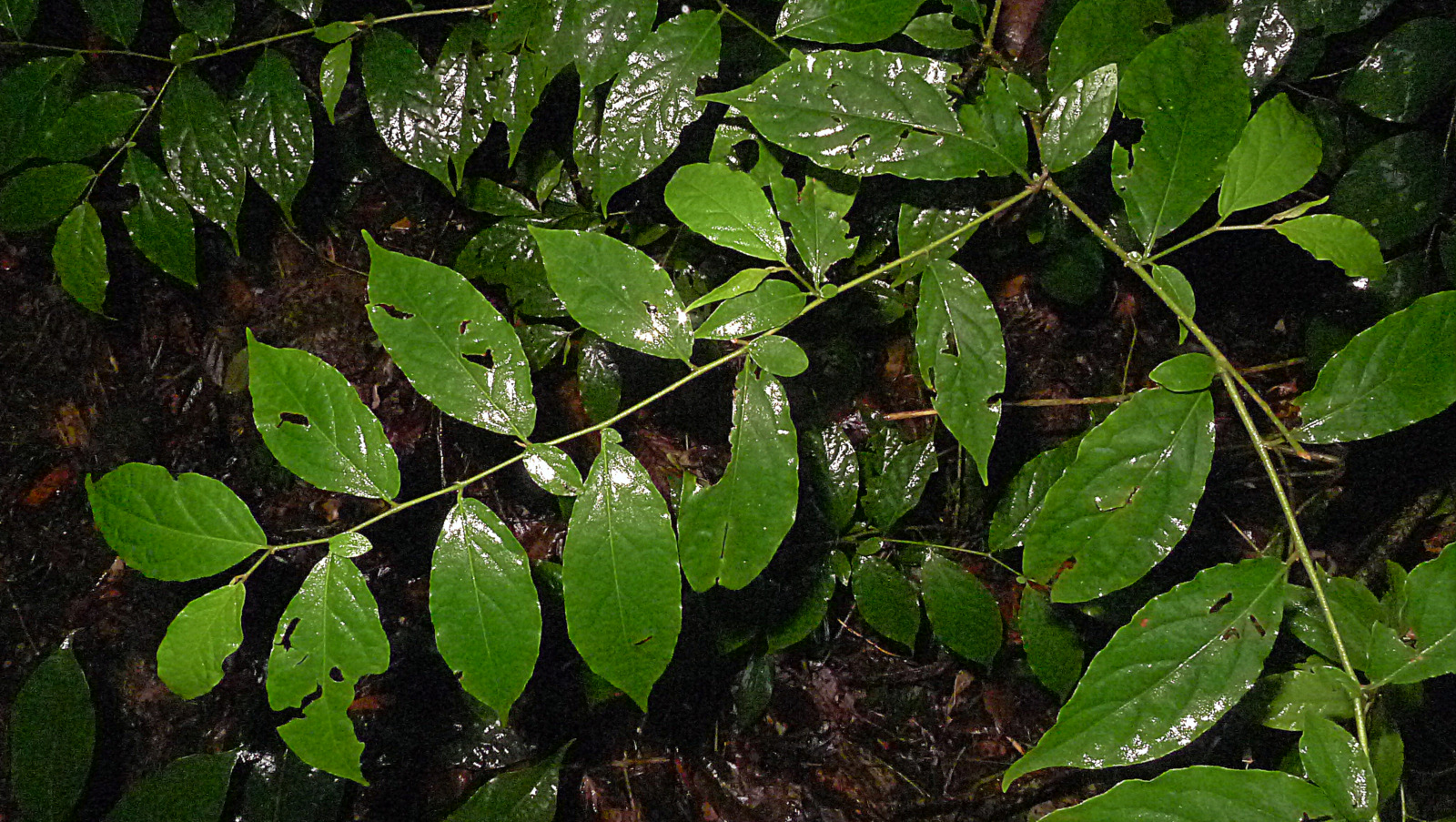